# Kondycja
Kondycja – aktualny stan fizjologiczny organizmu podlegający zmianom pod wpływem czynników środowiska zewnętrznego. Wynika ona ze stanu odżywienia i wytrenowania organizmu, a także zabiegów pielęgnacyjnych.
Rodzaje kondycji:
- hodowlana – pożądana u zwierząt wyselekcjonowanych do reprodukcji, mających dobrze rozwiniętą tkankę mięśniową, słabo rozwiniętą tkankę tłuszczową
- opasowa – typowa dla opasów, maksymalnie rozwinięta tkanka mięśniowa i tłuszczowa (nawet w miejscach, gdzie tłuszcz odkłada się najpóźniej – za łopatką, u nasady ogona, w kroczu), kształty zwierzęcia są zaokrąglone
- głodowa – włosy matowe (lub pióra bez połysku, nastroszone), widoczne zarysy żeber i zewnętrznych guzów biodrowych i kulszowych, niska wydajność lub dzielność pracy, słaby rozwój tkanek tłuszczowych i mięśniowych
- wystawowa – pośrednia między hodowlaną a opasową, doprowadzone są do niej zwierzęta wytypowane na wystawę lub aukcję, mają szczególnie wypielęgnowaną skórę, okrywę włosową, upierzenie, kiść ogonową, racice, potrafią przyjmować ładną postawę.